# جوزيه بي. فرنانديز جونيور
جوزيه بي. فرنانديز جونيور هو مصرفي فلبيني، ولد في 22 سبتمبر 1923، وتوفي في 19 يونيو 1994.